# Cerodontha hungarica
Cerodontha hungarica este o specie de muște din genul Cerodontha, familia Agromyzidae, descrisă de Zlobin în anul 1980.
Este endemică în Ungaria. Conform Catalogue of Life specia Cerodontha hungarica nu are subspecii cunoscute.